# Việt Nam học
Việt Nam học hay nghiên cứu Việt Nam là một ngành khoa học nghiên cứu về Việt Nam theo từng chuyên ngành như ngôn ngữ, văn học, lịch sử, địa lý, văn hóa, kinh tế, xã hội, môi trường sinh thái... hay theo tính liên ngành của khu vực học.

## Việt Nam
Ngành Việt Nam học xuất hiện ở Việt Nam vào khoảng những năm 2001–2002 dưới sự cho phép của Bộ Giáo dục và Đào tạo. Tính đến thời điểm 2007–2008 (8 năm kể từ khi ngành Việt Nam học được cho phép đào tạo), ngành Việt Nam học đã có mặt trên 76 trường đại học và cao đẳng trên toàn quốc.
Tính đến thời điểm hết năm 2021, Việt Nam đã tổ chức được 6 lần hội thảo quốc tế về Việt Nam học; điều này khẳng định cho ngành Việt Nam học một sự phát triển nhiều triển vọng. Ngành Việt Nam học cũng đã thành lập được nhiều tổ chức riêng cho mình, trong đó quan trọng nhất là "Viện Việt Nam học và Khoa học phát triển" trực thuộc Đại học Quốc gia Hà Nội. Việc thành lập các cơ sở nghiên cứu có tác dụng thống nhất khung chương trình đào tạo cho ngành, tạo ra một tiếng nói chung cho các học giả Việt Nam học. Ngành Việt Nam học tuy là một ngành mới nhưng đã có một số thành công. Việc thành lập viện nghiên cứu của riêng mình hay những diễn đàn thảo luận về chuyên môn, trao đổi học thuật là cơ sở ban đầu cho sự phát triển vững mạnh của ngành.

## Đức
Ngành Việt Nam học (Vietnamistik) được dạy tại viện Á-Phi (Asien-Afrika-Institut) thuộc đại học Hamburg từ năm 1982. Giảng viên Vũ Duy Từ dạy về ngôn ngữ và văn hóa Việt Nam, từ năm 1984 cho tới 1999 ông được nhận làm giáo sư tại đại học này. Môn Việt Nam học mà có từ năm 1970 tại đại học Humboldt Berlin, 4 năm sau khi nước Đức thống nhất được nhập vào với môn Nam Dương học và khoa học Đông Nam Á thành ngành Nghiên cứu Đông Nam Á. 1998 chức vụ giáo sư môn Việt Nam học tại đây bị hủy bỏ. Từ năm 2002 cho tới giờ (2014) Jörg Thomas Engelbert là giáo sư môn này tại đại học Hamburg.

## Hàn Quốc
Từ tháng 12 năm 1966, Hàn Quốc đã bắt đầu có Khoa Tiếng  Việt, thành  lập tại trường Đại học Ngoại ngữ Hàn Quốc ở Seoul, khai giảng khóa đầu tiên tháng 3/1967 với 20 sinh viên. Trong 6–7 năm tiếp theo, mỗi năm, khoa tuyển được 50 người. Số sinh viên được tuyển vào khoa tăng nhanh là bởi có sự tham chiến của lực lượng binh sĩ Hàn Quốc tại Nam Việt Nam. Sau năm 1973, Hiệp định Paris được ký kết, quân đội và các xí nghiệp Hàn Quốc rời khỏi Nam Việt Nam, khoa Tiếng Việt HUFS gặp nhiều khó khăn trong việc đào tạo, việc học tiếng Việt không còn được chú ý nhiều nữa. Năm 1975, Việt Nam thống nhất. Do khác biệt về chính trị quan hệ giữa hai nước bị đóng băng.
Chỉ khi quan hệ hai nước bắt đầu ấm dần lên, tiếng Việt mới được chú ý trở  lại. Tháng 3/1991, tức 25 năm, kể từ ngày Hàn Quốc có khoa Tiếng Việt đầu tiên, thì khoa Tiếng Việt thứ hai mới được thành lập tại trường Đại học Ngoại ngữ Pusan. Năm 1992, Việt Nam và Hàn Quốc chính thức nối lại quan hệ ngoại giao ở cấp đại sứ, các quan hệ song  phương không ngừng được thúc đẩy, phát triển, đặc biệt là các quan hệ kinh tế và văn hóa. Vì vậy, chỉ trong vòng 6 năm, đã có sự ra đời Bộ môn Tiếng Việt ở Đại học Youngsan, thành phố Pusan với số sinh viên ban đầu là 30 – năm 1995, và Khoa Việt Nam học của Đại học Chungwoon, ở Chungnam với 40 sinh viên – năm 1985. Như vậy, từ năm 1998,  Hàn  Quốc đã có 4 trường đại học có khoa Tiếng Việt hoặc khoa Việt Nam học hay Bộ môn tiếng Việt đào tạo sinh viên chính quy.
Sự hợp tác, đầu tư và giao lưu ngày càng sâu sắc và chặt chẽ đã thúc đẩy mạnh mẽ việc học tập nghiên cứu tiếng Việt nói chung và Việt Nam học nói riêng ở Hàn Quốc.

## Tập san học thuật
- Journal of Vietnamese Studies, Center for Southeast Asia Studies, Institute of East Asian Studies, Đại học California tại Berkeley.
- Russian Journal of Vietnamese Studies, Center for Vietnam and ASEAN Studies, Institute of Far Eastern Studies, Viện Hàn lâm Khoa học Nga.